# Rosalind Chao
Rosalind Chao (Anaheim, California, 23 de septiembre de 1957) es una actriz estadounidense de origen chino. Conocida por ser una estrella invitada en la CBS, series de TV como AfterMASH y 27 apariciones en las series de ciencia ficción Star Trek: The Next Generation, y Star Trek: Deep Space Nine.

## Filmografía

### Televisión
- Here's Lucy (1970) - Linda Wong, episodio "Lucy and the Waitress"
- Anna and the King (1972) - Princesa Sarana, episodio "Sarana"
- Kung Fu (1973) - Bailarina, episodio "The Tide" (no acreditada)
- Kojak (1977) - Grace Chen, episodio "The Summer of '69 pt.1"
- The Incredibel Hulk (1978) - Recepcionista, episodio "Married"
- The Amazing Spider Man (1979) - Emily Chan, episodio "The Chinese Web"
- Mysterious Island of Beautiful Women (1979) -- Flower
- The Harlem Globetrotters on Gilligan's Island (1981). - Recepcionista de hotel
- The Misadventures of Sheriff Lobo (1981) - Leslie Chiu, episodio "The Roller Disco Karate Kaper"
- Diff'rent Strokes (1981-1983) - Ming Li / Miss Chang, 8 episodios
- Moonlight (1982) - Daphne Wu
- M*A*S*H (1983) - Soon Lee, 2 episodios
- AfterMASH (1983—1985) - Soon-Li Klinger, 30 episodios
- Falcon Crest (1986) -Li Ying, 4 episodios
- St. Elsewhere (1986) - Mary Wilson, episodio "Not My Type"
- The A-Team (1986) - Alice Heath, episodio "Point of no Return"
- American Playhouse (1986) - Ku Ling, episodio "Paper Angels"
- Max Headroom (1987) - Angie Barry, 2 episodios
- Private Eye (1987) - Kai-Lee, episodio "Nobody Dies in Chinatown"
- Beauty and the Beast (1988) - Lin Wong, episodio "China Moon"
- MIami Vice (1988) - Mai Yong, episodio "Heart of the Night"
- Last Flight Out (1990)
- Thirty-Something (1991) - Willa Camdem, episodio "California"
- Star Trek: The Next Generation (1991—1992) - Keiko O'Brien, 8 episodios
- Star Trek: Deep Space Nine (1993—1999) - Keiko O'Brien, 19 episodios
- Web of Deception (1994) - Dra. Sheila Prosser
- Murder, she wrote (1995) - Phoebe Campbell, episodio "Nailed"
- Chicago Hope (1996) - Allison Granger, episodio "Rise From the Dead"
- The Magic School Bus (1995-96) - Sra, Li, 2 episodios (voz).
- ER (1999) - Dra. Chao, episodio "Humpty Dumpty"
- The West Wing (2001) - Jane Gentry, episodio "The Fall's Gonna Kill You"
- Citizen Baines (2001) - Dra. Judith Lin, 3 episodios
- Dharma & Greg (2002) - Patricia, episodio "Tuesday's Child"
- The O.C. (2003-06) - Dra. Kim, 6 episodios
- Without a Trace (2003) - Helen Collins, episodio "Hang On To Me"
- Monk  (2003) - Arleen Cassidy, episodio "Mr. Monk Goes Back to School"
- Six Feet Under (2005) - Cindy, 3 episodios
- According to Jim (2005) - Sally Wu, episodio "James & the Annoying Peach"
- Tell Me You Love Me (2007) - Cynthia, 3 episodios
- Grey's Anatomy (2008) - Kathleen Paterson, episodio "All By Myself"
- Private Practice (2009) - Lillie Jordan, episodio "Slip Slidin' Away"
- CSI (2010) - Michelle Huntley, episodio "Long Ball"
- The Event (2010) - Doctora, 2 episodios
- Law & Order: Criminal Intent (2011) - Sra. Zhuang, episodio "Cadaver"
- Don't Trust the B--- in Apartment 23 (2012) - Pastora Jin, 4 episodios
- Bones (2012) - Mandy Oh, episodio "The Suit on the Set"
- Shameless (2014) - Doctora, episodio "Strangers on a Train"
- The Neighbors (2014) - Barb Hartley, 2 episodios
- Forever (2014) - Frenchman, episodio "The Frustrating Thing About Psychopaths"
- Castle (2015) - Mimi Tan, episodio "Hong Kong Hustle"
- The Muppets (2016) - episodio "A Tail of Two Piggies"
- Hawaii Five-0 (2016) - Keiko Mahoe, episodio "Makaukau 'oe e Pa'ani?"
- The OA (2016) - Patricia Knowler, episodio "Champion"
- Black-ish (2017) - Dra. Stone, episodio "Manternity"
- This Is Us (2019) - Anna, episodio "The Pool: Part Two"
- The L World: Generation Q (2020) - Grace Lee, episodio "Loose It All"
- Sweet tooth (2022-2023)
- El Problema De Los Tres Cuerpos (2024) - Ye Wenjie, 6 episodios

### Cine
- The Ultimate Imposter (1979).
- The Big Brawl (1980), Mae.[1]
- An Eye for an Eye (1981), Linda Chen.[1]
- Twirl (1981), Kim King.
- The Terry Fox Story (1983).
- Slam Dance (1987), Mrs. Bell.[1]
- White Ghost (1988), Thi Hau.[1]
- Denial (1991).[2]
- 1000 Pieces of Gold (1991), Lalu Nathoy/ Polly Bemis.[1]
- Megaville (1991).[3]
- Intruders (1992).[3]
- Memoirs of an Invisible Man (1992), Cathy DiTolla.[1]
- The Joy Luck Club (1993), Rose.[1]
- Web of Deception (1994).[2]
- Love Affair (1994), Lee.[1]
- North (1994), Chinese Mom.[1]
- To Love, Honor and Deceive (1996)[3]
- The End of Violence (1997), Claire[1]
- What Dreams May Come (1998), Leona[1]
- Three Blind Mice (2001)[2]
- Enemies of Laughter (2000), Carla[1]
- I Am Sam (2001), Lily[1]
- Freaky Friday (2003), Pei-Pei[1]
- Life of the Party (2005) (2005), Mei Lin[3]
- Just Like Heaven (2005), Fran[1]
- Nanking (2007), Chang Yu Zheng[1]
- The Rising Tide (2009), Narradora[4]
- Mulán (2020), Fa Li
- Together Together (2021), Dra. Andrew
- Freakier Friday (2025), Pei-Pei